# Ломці
Ло́мці (болг. Ломци) — село в Тирговиштській області Болгарії. Входить до складу общини Попово.

## Населення
За даними перепису населення 2011 року у селі проживала 691 особа.
Національний склад населення села:
| Національність   | Кількість осіб | Відсоток |
| ---------------- | -------------- | -------- |
| турки            | 385            | 57,5%    |
| болгари          | 257            | 38,4%    |
| цигани           | 13             | 1,9%     |
| інша             | 6              | 0,9%     |
| не визначились   | 9              | 1,3%     |
| Всього відповіли | 670            |          |

Розподіл населення за віком у 2011 році:
Динаміка населення: